# Anzaldo
Anzaldo ist eine Ortschaft im Departamento Cochabamba im südamerikanischen Andenstaat Bolivien.

## Lage im Nahraum
Anzaldo liegt in der Provinz Esteban Arce und ist der zentrale Ort des Cantón Anzaldo im Municipio Anzaldo am Südrand der 490 km² großen fruchtbaren Hochebene des Valle Alto. Die Ortschaft liegt auf einer Höhe von 3036 m etwa 30 km südlich des Stausees La Angostura.

## Geographie
Anzaldo liegt im Übergangsbereich zwischen der Anden-Gebirgskette der Cordillera Central und dem bolivianischen Tiefland.
Die mittlere Durchschnittstemperatur der Region liegt bei etwa 18 °C (siehe Klimadiagramm Cochabamba) und schwankt nur unwesentlich zwischen 14 °C im Juni/Juli und 20 °C im Oktober/November. Der Jahresniederschlag beträgt nur rund 450 mm, bei einer ausgeprägten Trockenzeit von Mai bis September mit Monatsniederschlägen unter 10 mm, und einer Feuchtezeit von Dezember bis Februar mit 90 bis 120 mm Monatsniederschlag.

## Verkehrsnetz
Anzaldo liegt in einer Entfernung von 74 Straßenkilometern südöstlich von Cochabamba, der Hauptstadt des gleichnamigen Departamentos.
Von Cochabamba aus führt die asphaltierte Nationalstraße Ruta 7 in südöstlicher Richtung 18 Kilometer bis zum Staudamm von La Angostura, von dort eine Landstraße weitere 18 Kilometer nach Süden bis Tarata. Von dort aus sind es 28 Kilometer Landstraße in südöstlicher Richtung bis Anzaldo.

## Bevölkerung
Die Einwohnerzahl der Ortschaft ist in den vergangenen beiden Jahrzehnten um mehr als die Hälfte angestiegen:
| Jahr | Einwohner | Quelle       |
| ---- | --------- | ------------ |
| 1992 | 779       | Volkszählung |
| 2001 | 1178      | Volkszählung |
| 2013 | 1209      | Volkszählung |
| 2024 |           | Volkszählung |

Die Region weist einen hohen Anteil an Quechua-Bevölkerung auf, im Municipio Anzaldo sprechen 99,2 Prozent der Bevölkerung Quechua.

## Im Municipio Anzaldo geborene Persönlichkeiten
- Gladys Camacho Ríos (* 1985 oder 1986), bolivianische Linguistin, Schriftstellerin und Übersetzerin